# Diclidophora esmarkii
Diclidophora esmarkii är en plattmaskart som beskrevs av T. Scott 1901. Diclidophora esmarkii ingår i släktet Diclidophora, och familjen Diclidophoridae. Arten är reproducerande i Sverige.